# Antoni Kossowski (zm. po 1799)
Antoni Kossowski herbu Dołęga (zm. 25 sierpnia 1808 w Warszawie) – kasztelan inowłodzki w latach 1785-1793, starosta przedecki w latach 1764-1774.
Poseł łęczycki na sejm 1782 roku. Sędzia sejmowy ze stanu rycerskiego w 1782 roku.